# Bratenahl
Bratenahl ist ein Village im Cuyahoga County im US-Bundesstaat Ohio. Sie liegt im Nordosten Clevelands, direkt am Ufer des Eriesee, ist 1,63 Quadratmeilen (4,22 km²) groß und hatte (2000) 1337 Einwohner, davon 84,8 % Weiße.
Das Gemeindegebiet erstreckt sich zwischen der 88th Street und der 140th Street über rund 4,3 Kilometer in Südwest-Nordost-Richtung entlang des Seeufers und reicht etwa 400 bis 800 Meter tief ins Landesinnere. Die Interstate 90 Cleveland–Buffalo  schirmt das Gebiet gegen das Hinterland ab. Einzige Nachbarstadt ist auf allen drei Seiten Cleveland.
Gemessen an der Entfernung vom Stadtzentrum Clevelands gehört Bratenahl zum inneren und damit älteren Vorortgürtel, der noch vor dem Zweiten Weltkrieg entstanden ist. Im Gegensatz zu den meisten dieser Wohnviertel ist Bratenahl weder von Armut noch von einem hohen Anteil schwarzer Bevölkerungsgruppen gekennzeichnet. Stattdessen wird die Gemeinde überwiegend von Weißen bewohnt und ist sehr wohlhabend; das Pro-Kopf-Einkommen lag mit 72.757 US-Dollar mehr als dreimal so hoch wie im US-Durchschnitt und fünfmal höher als in Cleveland.
Die Ortschaft ist vorwiegend durch kleinteilige, stark aufgelockerte Wohnbebauung geprägt. Auch dies steht im Kontrast zu den dicht bebauten Wohn- und Industrievierteln ringsum. Gegen Ende der 1960er Jahre entstanden am Seeufer zwei markante luxuriöse Wohnhochhäuser. Seit den 1980er Jahren gibt es verstärkte Aktivitäten im Bereich Luxusimmobilien, denen die eingesesse Bevölkerung allerdings kritisch gegenübersteht.
Bratenahl entstand im Jahre 1903, als sich einige Bewohner der Seegrundstücke der damaligen Gemeinden Glenville und Collinwood erfolgreich gegen die Eingemeindung nach Cleveland wehrten. Der Name rührt von einem der Grundbesitzer her, der Mitte des 19. Jahrhunderts auf diesem Gebiet einen Bauernhof besaß.